# Tetradium sumatranum
Tetradium sumatranum är en vinruteväxtart som beskrevs av Thomas Gordon Hartley. Tetradium sumatranum ingår i släktet falskt korkträd (släktet), och familjen vinruteväxter. Inga underarter finns listade i Catalogue of Life.